# Борисов, Валентин Михайлович (арабист)
Валенти́н Миха́йлович Бори́сов (8 августа 1924, с. Сенеж, Клинский уезд, Московская губерния — 25 октября 1987) — советский арабист-филолог, афорист. Профессор (1972).

## Биография
Участник Великой Отечественной войны.
Окончил Московский институт востоковедения (1952).
В 1952—1956 годах — преподаватель Военного института иностранных языков.
Кандидат филологических наук (1956).
В 1957—1960 годах — сотрудник Институт мировой литературы имени А. М. Горького АН СССР.
В 1957—1986 годах — преподаватель Всесоюзной академии внешней торговли МВТ СССР.
В 1970-х годах — председатель Московского Клуба любителей афористики.

## Наследие
Автор около 120 работ по арабской литературе и языку, в том числе «Русско-арабского словаря».
Автор нескольких тысяч афоризмов, вошедших в сборник «В. Борисов. 1001 мысль.»

## Награды
Правительственные награды СССР (военные ордена и медали).